# Япония на зимних Олимпийских играх 1968
Япония принимала участие в зимних Олимпийских играх 1968 года в Гренобле (Франция) в восьмой раз за свою историю, но не завоевала ни одной медали.

## Состав сборной
61 спортсмен: 9 женщин и 52 мужчины — соревновались в 8 видах спорта.
Младшим участником сборной был 18-летний фигурист Ютака Хигути, старшим — 30-летний лыжник Кадзуо Сато. Флаг на церемонии открытия нёс хоккеист Такааки Канэири.

## Результаты

### Горнолыжный спорт
Соревнования прошли с 9 по 17 февраля в Шанрусе.

### Лыжные гонки
Соревнования прошли с 6 по 16 февраля в Отране. Все гонки проводились классическим стилем.
Женщины
| Дистанция   | Спортсменка  | Результат | Результат |
| Дистанция   | Спортсменка  | Время     | Место     |
| ----------- | ------------ | --------- | --------- |
| 5 км спринт | Фудзико Като | 18:28,2   | 32        |
| 10 км       | Фудзико Като | 40:40,0   | 23        |

Мужчины
| Дистанция | Спортсмен      | Результат      | Результат |
| Дистанция | Спортсмен      | Время          | Место     |
| --------- | -------------- | -------------- | --------- |
| 15 км     | Кадзуо Сато    | не финишировал | —         |
| 15 км     | Хироси Огава   | 59:55,4        | 65        |
| 15 км     | Акиёси Мацуока | 54:46,2        | 53        |
| 15 км     | Токио Сато     | 53:41,2        | 50        |
| 30 км     | Кадзуо Сато    | 1’46:12,4      | 45        |
| 30 км     | Токио Сато     | 1’43:13,8      | 33        |
| 50 км     | Сото Окусиба   | 2’45:09,4      | 38        |
| 50 км     | Токио Сато     | 2’40:00,5      | 29        |

Эстафета 4 х 10 км — мужчины
| Спортсмены                                         | Результат                                 | Результат  | Результат |
| Спортсмены                                         | Время                                     | Отставание | Место     |
| -------------------------------------------------- | ----------------------------------------- | ---------- | --------- |
| Токио Сато Сото Окусиба Кадзуо Сато Акиёси Мацуока | 2’20:54,8 33:38.4 35:14.4 35:04.5 36:57.5 | +12:21.3   | 10        |

### Фигурное катание
Соревнования прошли с 7 по 16 февраля 1968 года в Гренобле на искусственном льду Дворца спорта.
Выступления фигуристов оценивались по старой шестибалльной системе, в которой каждый судья расставляет фигуристов по местам (чем меньше сумма мест, тем выше спортсмен окажется в итоговом протоколе).
Мужчины — одиночное катание
| Спортсмен        | Обязательные фигуры | Произвольная программа | Баллы  | Сумма мест | Место |
| ---------------- | ------------------- | ---------------------- | ------ | ---------- | ----- |
| Ютака Хигути     | 23                  | 26                     | 1529,6 | 218        | 25    |
| Цугухико Кодзука | 24                  | 19                     | 1584,0 | 189        | 21    |

Женщины — одиночное катание
| Спортсменка     | Обязательные фигуры | Произвольная программа | Баллы  | Сумма мест | Место |
| --------------- | ------------------- | ---------------------- | ------ | ---------- | ----- |
| Харуко Исида    | 18                  | 25                     | 1552,7 | 218        | 26    |
| Кадзуми Ямасита | 15                  | 14                     | 1639,0 | 139        | 14    |
| Кумико Окава    | 8                   | 5                      | 1763,6 | 61         | 8     |

### Хоккей
Японская команда оказалась в группе «Б» и заняла 10 место в итоговом протоколе, уступив команде Югославии. Матчи проходили в Гренобле на стадионе «Муниципальный каток» (фр. La Patinoire Municipale) с 7 по 17 февраля 1968 года.
| 7 февраля 1968  | Югославия | – | Япония  |  | 5:1 (2:0,0:0,3:1)  |
|                 |           |   |         |  |                    |
| 10 февраля 1968 | Норвегия  | – | Япония  |  | 0:4 (0:2,0:2,0:0)  |
|                 |           |   |         |  |                    |
| 12 февраля 1968 | Румыния   | – | Япония  |  | 4:5 (0:3,3:1,1:1)  |
|                 |           |   |         |  |                    |
| 15 февраля 1968 | Япония    | – | Австрия |  | 11:1 (1:0,6:0,4:1) |
|                 |           |   |         |  |                    |
| 17 февраля 1968 | Франция   | – | Япония  |  | 2:6 (0:0,0:4,2:2)  |

Итог
| Место | Команда | И | В | Н | П | Шайбы | Разн. | Очки |
| ----- | ------- | - | - | - | - | ----- | ----- | ---- |
| 10    | Япония  | 5 | 4 | 0 | 1 | 27:12 | +15   | 8    |